# 漢榮書局

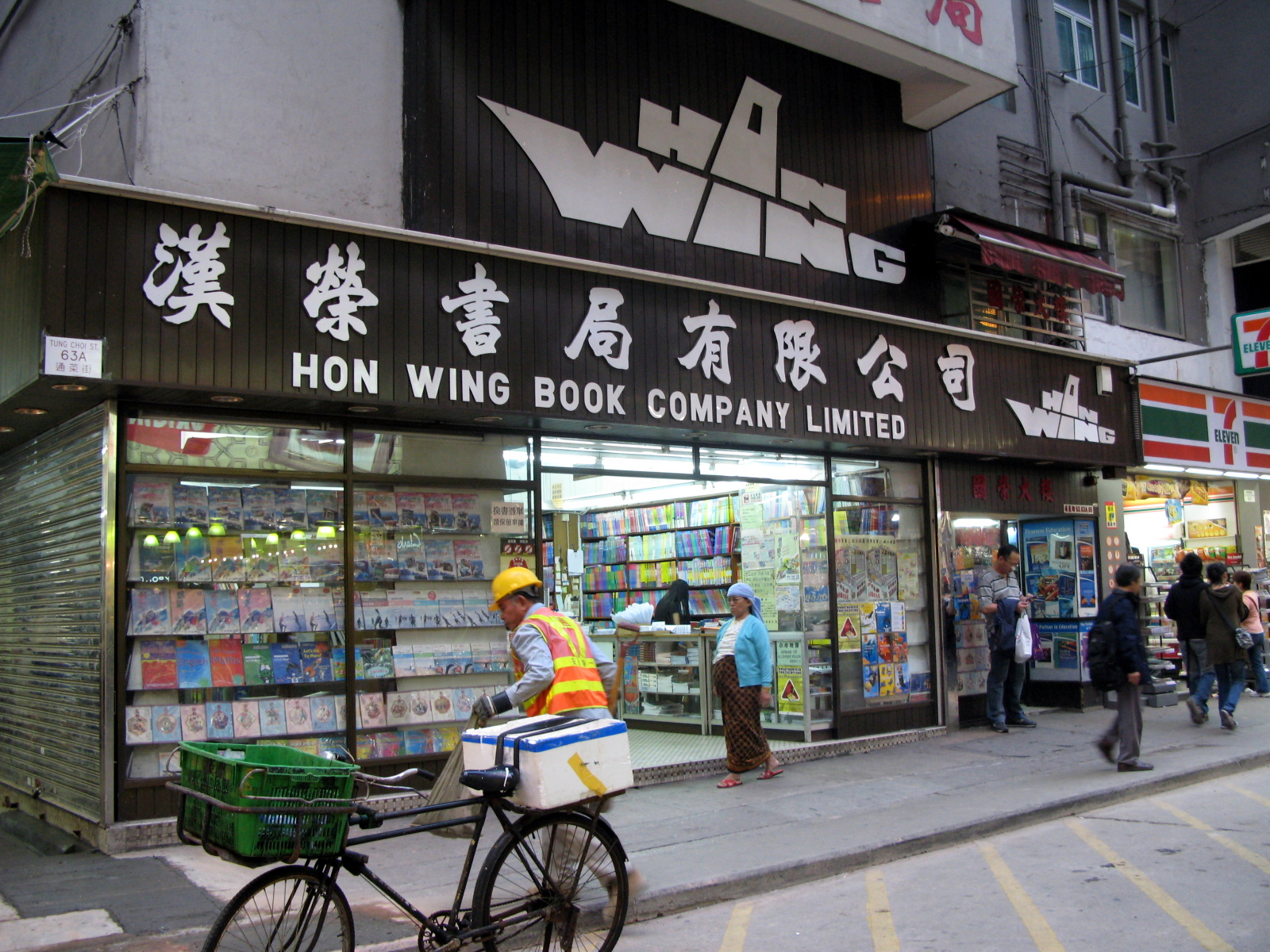
漢榮書局有限公司在旺角奶路臣街舊的門市部

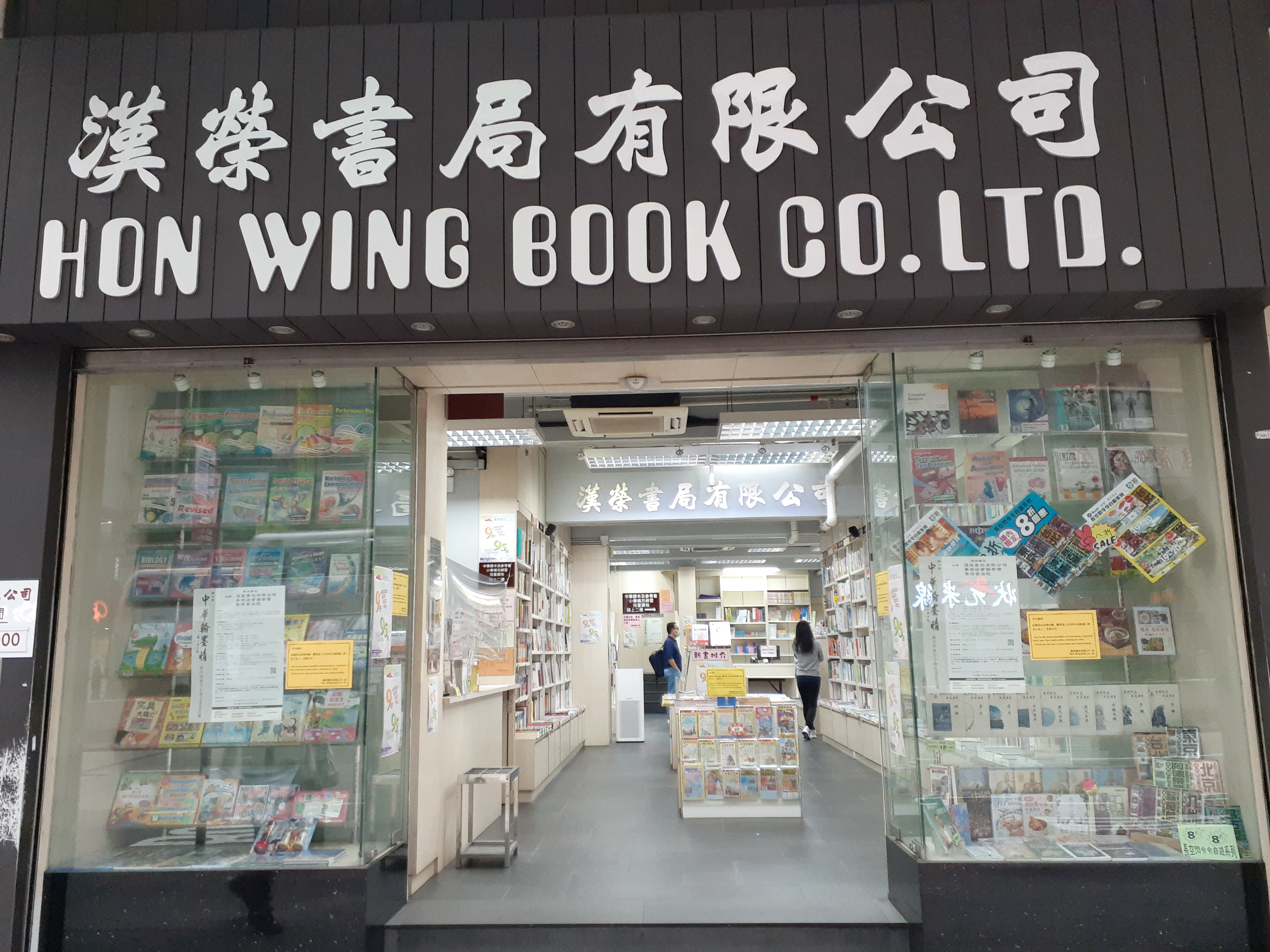
漢榮書局2011年6月起搬遷至油麻地彌敦道516號地下，將在2022年12月31日結業

漢榮書局有限公司（Hon Wing Book Company Limited）是成立於1970年的香港品牌書店，創辦人為全国政协委员石景宜，專營香港中學、預科和大專的課本及參考書。
初時本店地址在旺角通菜街63A號地下，2011年6月起本店地址在油麻地彌敦道516號地下。到2022年12月1日，公司負責人石漢基表示受到疫情影響，出版社未能穩定供應教科書，加上職員不定期確診新型肺炎下，書局均要停業7日和影響派送書本的時間。為免影響父親50多年來的良好聲譽，而公司多位同事快將退休下，故決定於12月31日結束門市，不再售賣教科書。原址將會出租，並會租用其他地方舉行文化交流會及書法比賽等活動。